# John DeCuir
John DeCuir (San Francisco, 4 giugno 1918 – Santa Monica, 29 ottobre 1991) è stato uno scenografo statunitense.
Vinse tre Oscar alla migliore scenografia: nel 1957 per Il re ed io, nel 1964 per Cleopatra e nel 1970 per Hello, Dolly!.

## Filmografia

### Cinema
- Mariti su misura (The Model and the Marriage Broker), regia di George Cukor (1951)
- Mia cugina Rachele (My Cousin Rachel), regia di Henry Koster (1952)
- Le nevi del Chilimangiaro (The Snows of Kilimanjaro), regia di Henry King (1952)
- Tre soldi nella fontana (Three Coins in the Fountain), regia di Jean Negulesco (1954)
- Papà Gambalunga (Daddy Long Legs), regia di Jean Negulesco (1955)
- Scandalo al collegio (How to Be Very, Very Popular), regia di Nunnally Johnson (1955)
- L'isola nel sole (Island in the Sun), regia di Robert Rossen (1957)
- Il grande pescatore (The Big Fisherman), regia di Frank Borzage (1959)
- Cleopatra, regia di Joseph L. Mankiewicz (1963)
- Il tormento e l'estasi (The Agony and the Ecstasy), regia di Carol Reed (1965)
- La bisbetica domata (The Taming of the Shrew), regia di Franco Zeffirelli (1967)
- Hello, Dolly!, regia di Gene Kelly (1969)
- Una volta non basta (Jacqueline Susann's Once Is Not Enough), regia di Guy Green (1975)
- Una finestra sul cielo (The Other Side of the Mountain), regia di Larry Peerce (1975)
- Ghostbusters - Acchiappafantasmi (Ghostbusters), regia di Ivan Reitman (1984)

### Televisione
- Ziegfeld e le sue follie (Ziegfeld: The Man and His Women), regia di Buzz Kulik - film TV (1978)